# 킴 배튼
킴 배튼(Kim Batten, 1969년 3월 29일 ~ )은 전 미국의 400m 허들 챔피언이다. 그녀는 1995년 여성 400m 허들의 세계 기록 보유자였다.
1991년 플로리다 주립 대학교를 졸업한 배튼은 같은 해에 자신의 첫 국내 선수권 - 6개의 US 국내 선수권들(1991, 1994, 1995, 1996, 1997, 1998) 중의 첫 타이틀을 우승하였다.
조지아주 매크레이에서 태어난 그녀는 신장 5 피트 7 인치(1.70m)였다.
배튼의 최고의 해가 1995년 예테보리에서 열린 세계 육상 선수권 대회에서 52.61초와 400m 허들 세계 기록을 깨면서 금메달을 획득하여 다가왔다. 또한 그해의 팬아메리칸 게임과 국내 실내 선수권에서 1위를 하기도 하였다.
1996년 애틀랜타 올림픽에서 은메달을 따고, 이듬해 아테네에서 열린 세계 육상 선수권 대회에서 동메달을 땄다. 그녀는 또한 2000년 미국 올림픽 육상 팀의 일원이었다.
1999년 발의 신경 부상으로 시즌의 대부분을 놓치는 원인을 가져왔다. 배튼은 2001년 시즌의 말기에 은퇴하였다.
현재 애틀랜타에 살고 있으며, 2012년 국립 육상 명예의 전당에 헌액되었다.